# Apodemus meini
Apodemus meini és un rosegador fòssil del gènere Apodemus que visqué en allò que avui en dia és Espanya durant el Serraval·lià (Miocè superior). L'espècie fou anomenada en honor de P. Mein, un especialista en el camp dels rosegadors fòssils. A. meini era una espècie molt gran. Originalment, fou classificat dins del gènere Parapodemus, però posteriorment fou reassignat a Apodemus.